# Чемпионат мира по лёгкой атлетике в помещении 2012 — эстафета 4×400 метров (женщины)
Соревнования в эстафете 4×400 метров у женщин на чемпионате мира по лёгкой атлетике в помещении 2012 года в Стамбуле прошли 11 марта.

## Призёры
| Золото         | Серебро | Бронза |
| Великобритания | США     | Россия |

## Финал
| Место | Страна         | Участники                                                             | Время   | Примечания |
| ----- | -------------- | --------------------------------------------------------------------- | ------- | ---------- |
|       | Великобритания | Шана Кокс, Никола Сандерс, Кристин Охуруогу, Перри Драйтон            | 3:28.76 | WL         |
|       | США            | Лесли Коул, Наташа Хастингс, Джернейл Хэйес, Саня Ричардс-Росс        | 3:28.79 | SB         |
|       | Россия         | Юлия Гущина, Ксения Усталова, Марина Карнаущенко, Александра Федорива | 3:29.55 | SB         |
| 4     | Румыния        | Анжела Моросану, Алина Панайнте, Аделина Пастор, Мирела Лаврич        | 3:33.41 | SB         |
| 5     | Беларусь       | Анна Ташпулатова, Юлиана Ющенко, Ирина Хлюстова, Светлана Усович      | 3:33.73 | SB         |
| 6     | Украина        | Елизавета Брызгина, Юлия Олишевская, Ольга Земляк, Наталья Пигида     | DSQ     |            |